# Хюндла
Хю́ндла или Хю́ндля (др.-сканд. Hyndla) — в скандинавской мифологии одна из великанш-ётунов и вёльв, известная по эддической «Песни о Хюндле».

## Этимология
Hyndla переводится с древнескандинавского языка как «собачка». Сходные переводы можно встретить и в других современных языках (англ. She-Dog, the little bitch, Puppy, little dog, нем. Hündchen, Hündin). По всей видимости, это имя носит не уничижительный, а, скорее, ласкательный характер. В целом, имена великанов нередко указывали на их связь с животным миром.

## Хюндла в древнескандинавских источниках

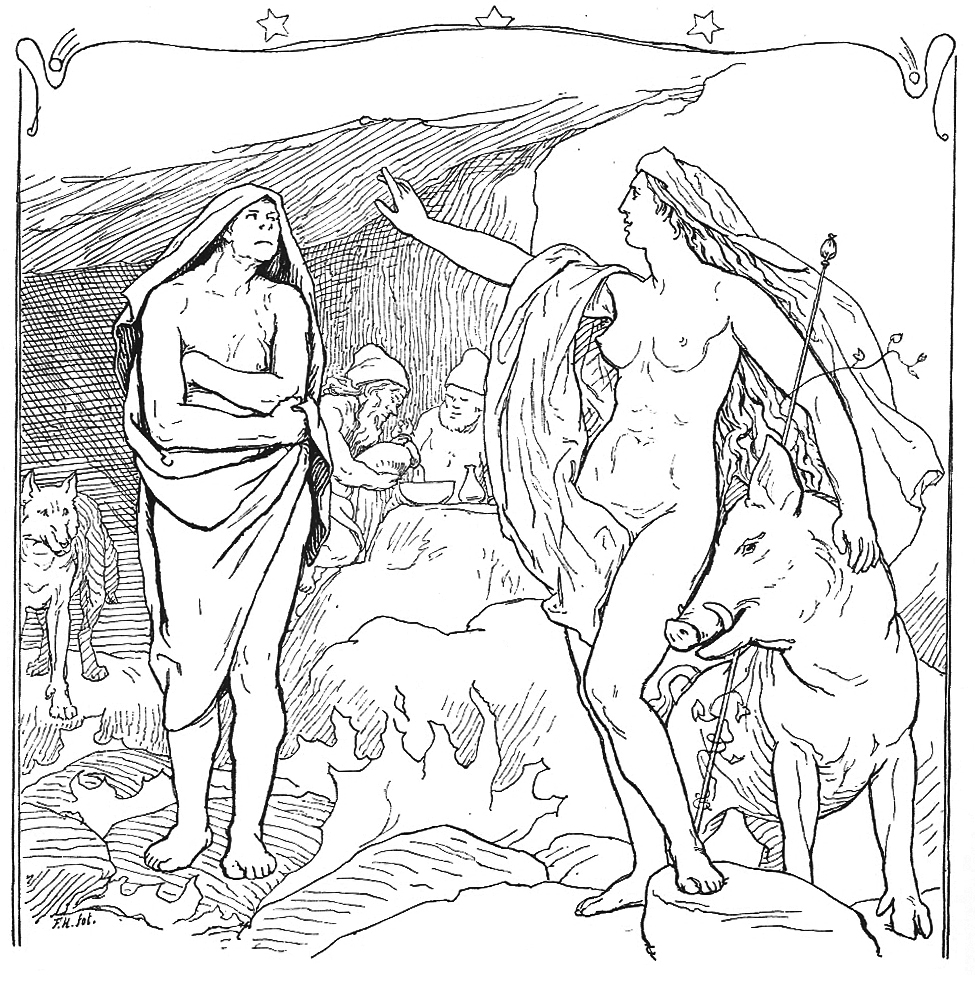
Хюндла и Фрейя

«Песнь о Хюндле», относимая к «Старшей Эдде», начинается с того, что богиня из числа асов Фрейя обращается к Хюндле: 

«Проснись, дева дев!

Пробудись, подруга,

Хюндла, сестра,

в пещере живущая!»

 и просит её, известную своим даром прорицательницы, помочь любимцу богини Оттару выиграть спор за наследство. После продолжительного диалога и первоначального отказа Хюндлы, подкреплённого ею обвинениями Фрейи в распутстве, последняя грозится поджечь жилище вёльвы. Наконец великанша уступает и соглашается передать Оттару придающее силу памяти пиво, которое должно помочь тому в задуманном деле.
Упоминание о Хюндле в каких-либо других эддических или скальдических текстах отсутствует.

## Интерпретации и мнения
Немецкий филолог Якоб Гримм и русский литературовед Александр Николаевич Афанасьев вслед за Фрейей называли Хюндлу её сестрой, однако, по всей видимости, обращение к великанше «подруга и сестра» было лишь уловкой хитрой богини, пытавшейся любыми способами добиться своей цели. Напротив, как это можно видеть из повествования, Хюндла выступает соперницей Фрейи. Тем не менее Хюндла — одна из немногих представителей рода великанов, которые хотя и настроены не особенно дружелюбно по отношению к богам, но всё же не являются их активными врагами.
Поскольку в эддическом тексте отсутствует какая-либо дополнительная информация о Хюндле, существуют попытки домыслить эти подробности, назвав её, к примеру, старухой и ведьмой.
В строфе 49 «Песни» предполагаются утраченные строки, которые породили различные интерпретации: возможно, что Хюндла сгорела в огне, вызванном Фрейей, или же под пламенем подразумевается занимающаяся заря, грозящая великанше гибелью (если солнце обращает в камень не только двергов, но и другие мифологические существа). Высказана гипотеза, основанная на несколько ином прочтении рукописи, что на самом деле сама Хюндла угрожала богине огнём.
Нет ясности также, почему Хюндла не решается назвать «сильнейшего из всех», кто придёт на смену верховному богу Одину после его гибели в Рагнарёк; будет ли это огненный великан Сурт или христианский бог. Невозможно однозначно сказать и где состоялся разговор богини и вёльвы: у входа в её пещеру, в жилище богов Вальхалле, по пути к нему либо последовательно в нескольких местах. Подобная неопределённость усиливается замыслом автора поэмы передать всё происходящее в ней не напрямую, а в форме диалога.
Отмечается, что средство передвижения великанши — волк — сближает её с другими персонажами скандинавской мифологии: например, с Хюрроккин или норнами. А мотив вёльвы, разбуженной богиней (богом), приведённый в повествовании о Хюндле, повторяется и в эддических «Снах Бальдра», когда Один своими заклинаниями поднимает из вечного сна предсказательницу, способную поведать ему причины зловещих сновидений его сына.